# 배기식
배기식은 콘텐츠 기업 리디의 창업자로, 현재 리디의 대표이사를 맡고 있다. 
리디는 웹툰, 웹소설, 애니메이션, 만화, 전자책 등 다양한 콘텐츠를 서비스하고 있다.

## 학력
- 서울대학교 전기공학부 학사

## 경력
- 2006.02 ~ 2008.03 삼성전자 벤처투자팀
- 2008.05 ~         리디주식회사 대표이사
- 2021.05 ~ 2021.12 2021 K-유니콘 국민심사단 단장
- 2022.06 ~         2022 K-유니콘 국민심사단 단장

## 수상
- 2020년 중소벤처기업부 장관 표창
- 2021년 국무총리 표창
- 2024년 대통령 표창